# ゲムネ＝パンフォ
ゲムネ＝パンフォ （Guémené-Penfao）は、フランス、ペイ・ド・ラ・ロワール地域圏、ロワール＝アトランティック県のコミューン。

## 地理

県におけるゲムネ＝パンフォの位置

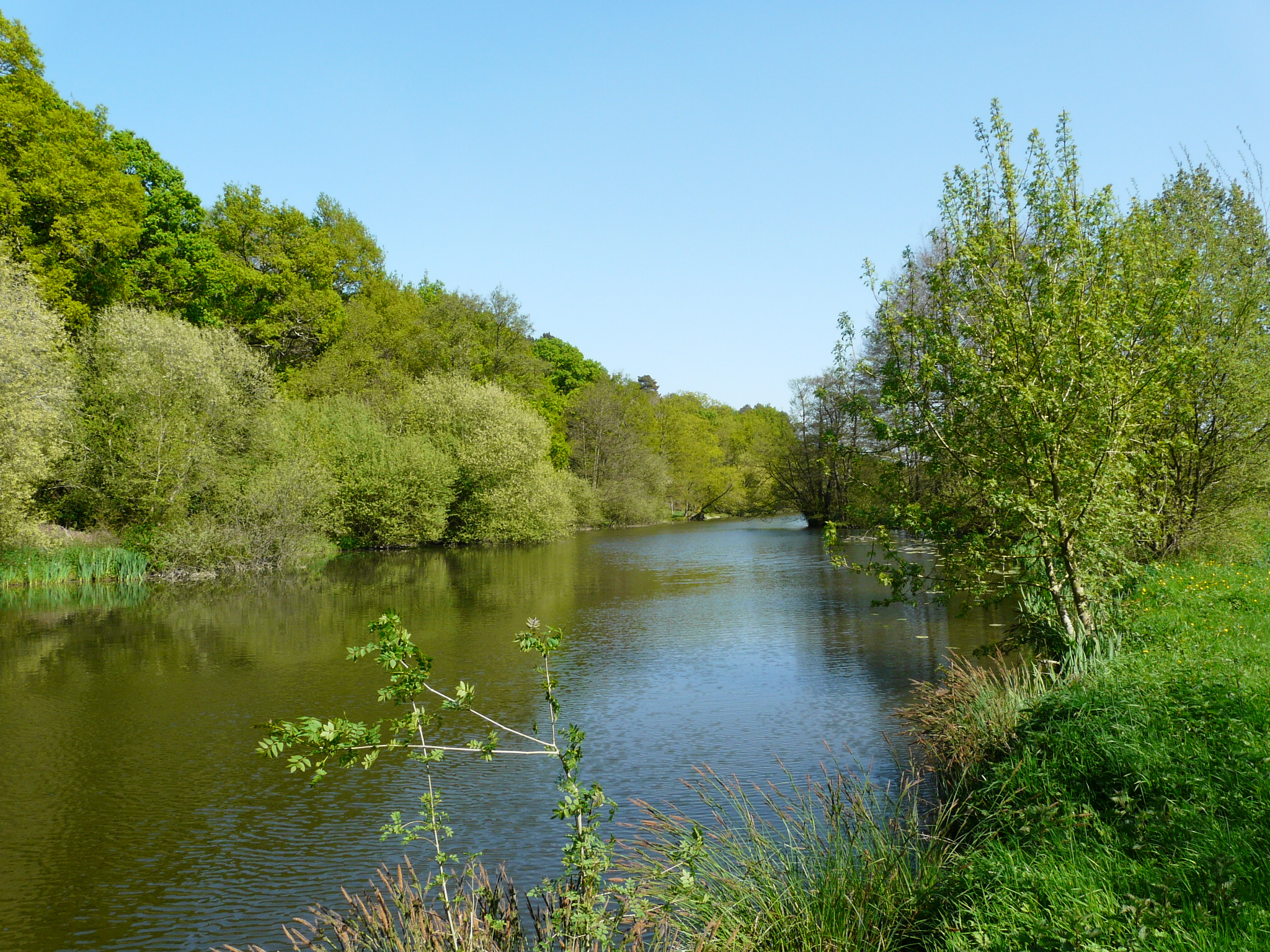
ドン川

面積は県最大のコミューンであり、中心部であるゲムネ＝パンフォの町の他、ベレ・シュル・ヴィレーヌ、ゲヌヴリのまちも面積に含まれる。
町はルドンの東約25kmにあり、ガヴルの森の北端に位置している。ドン川がコミューンを流れる。
境界を接するコミューンは、アヴェサック、プレセ、ル・ガヴル、マルサック＝シュル＝ドン、コンクルイユ、ピエリック、マセラック、そしてイル＝エ＝ヴィレーヌ県のコミューン、ランゴンである。

## 由来
教区の名前は、852年にUuin-Monid、852年か853年にWinmonid、1123年にWenmenedとつづられていたことが証明されている · 。
この名称は、古ブルトン語で『白い山』を意味している。現代ブルトン語で『白い山』を訳すとGwenvenezである。gwenが城、menezが山である。偶然にも同音の地名を持つのが、モルビアン県のコミューン、ゲムネ＝シュル＝スコルフである。
Penfaoは、862年にはLespenfauとつづられていた。
地名には3つの要素が組み合わされている。Les-は古ブルトン語でlis、『風格のあるさま』または『宮廷』を意味し、Penは『頭』または『端』『てっぺん』を意味し、-faoはfaouと同じで、『ブナ』を意味している。したがって、全体的な方向としては『ブナの森の端の宮廷』を意味することになる。
地元で話されるオイル語の一種、ガロ語ではGemenae-Penfouである。

## 歴史
ゲムネ＝パンフォの地方は、長い間ブルターニュの影響を受けてきた。13世紀まで住民はブルトン語を話していたが、オイル語のひとつで地域言語であるガロ語が12世紀からこの地方に入ってきたようである。
コミューンの土地台帳はBrésihanという名称を記している。このことをレオン・トリヴィエール司祭は著作『ゲムネ＝パンフォの歴史』の中で、『小さなブルターニュ』を意味するブルトン語Breiz bihanから派生したのではないかとみなしている。
サン・ジョルジュ・ド・パンフォ教会の記録が示しているように、16世紀のパンフォはゲムネの小教区で、現在のコミューンのゲヌヴリの町に相当する部分とおおよそ一致していた。
重要な歴史的事実が、何世紀にもわたって多く起きた。1570年の事例をあげると、シャトーブリアン通りは王道と呼ばれていた可能性がある。なぜならば通りを国王シャルル9世がそうそうたる人々、王太后カトリーヌ・ド・メディシス、王妹マルグリット・ド・ヴァロワ、王弟アンジュー公アンリ（のちのアンリ3世）、ギーズ公らを引き連れて通ったからである。
しかし、私たちはこの地方が伝説の宝庫であることを確認する必要がある。その最たるものが、悪しき妖精カラボス（en）である。

## 人口統計
| 1962年 | 1968年 | 1975年 | 1982年 | 1990年 | 1999年 | 2006年 | 2012年 |
| ------ | ------ | ------ | ------ | ------ | ------ | ------ | ------ |
| 5189   | 4977   | 4590   | 4476   | 4464   | 4569   | 4876   | 5209   |

source=1999年までLdh/EHESS/Cassini、2004年以降INSEE

## 史跡

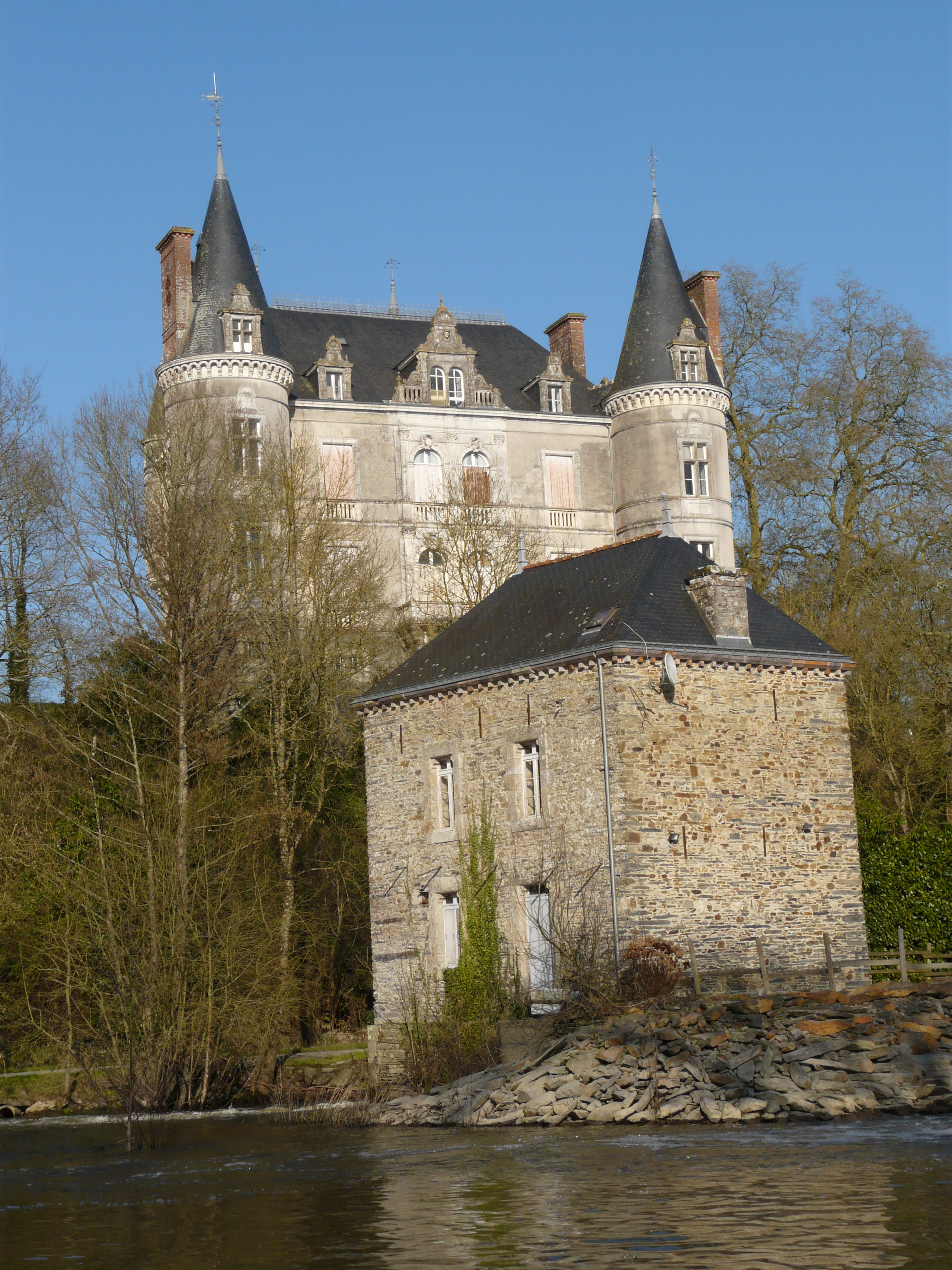
ジュゼ城と河岸の水車小屋
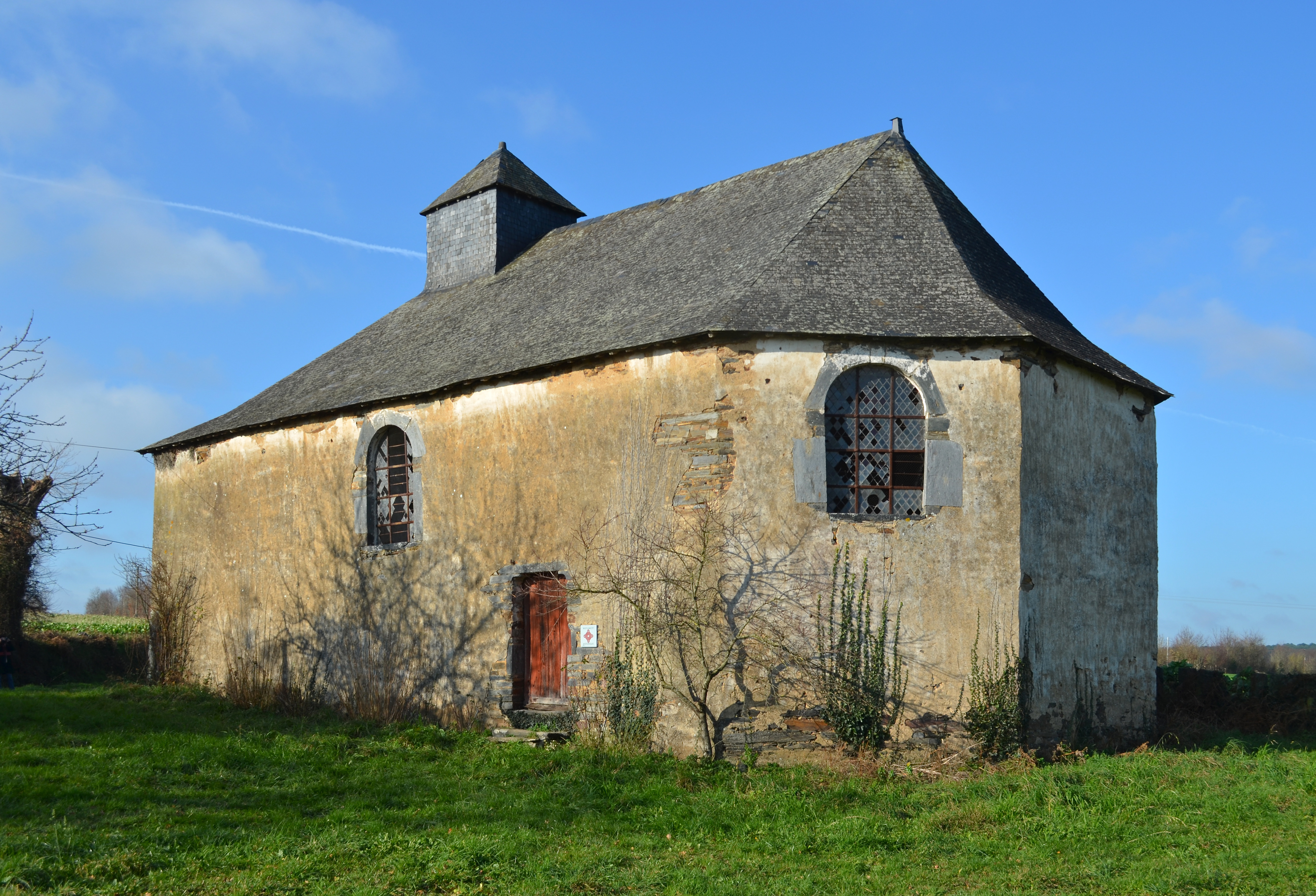
サン・ジョルジュ礼拝堂
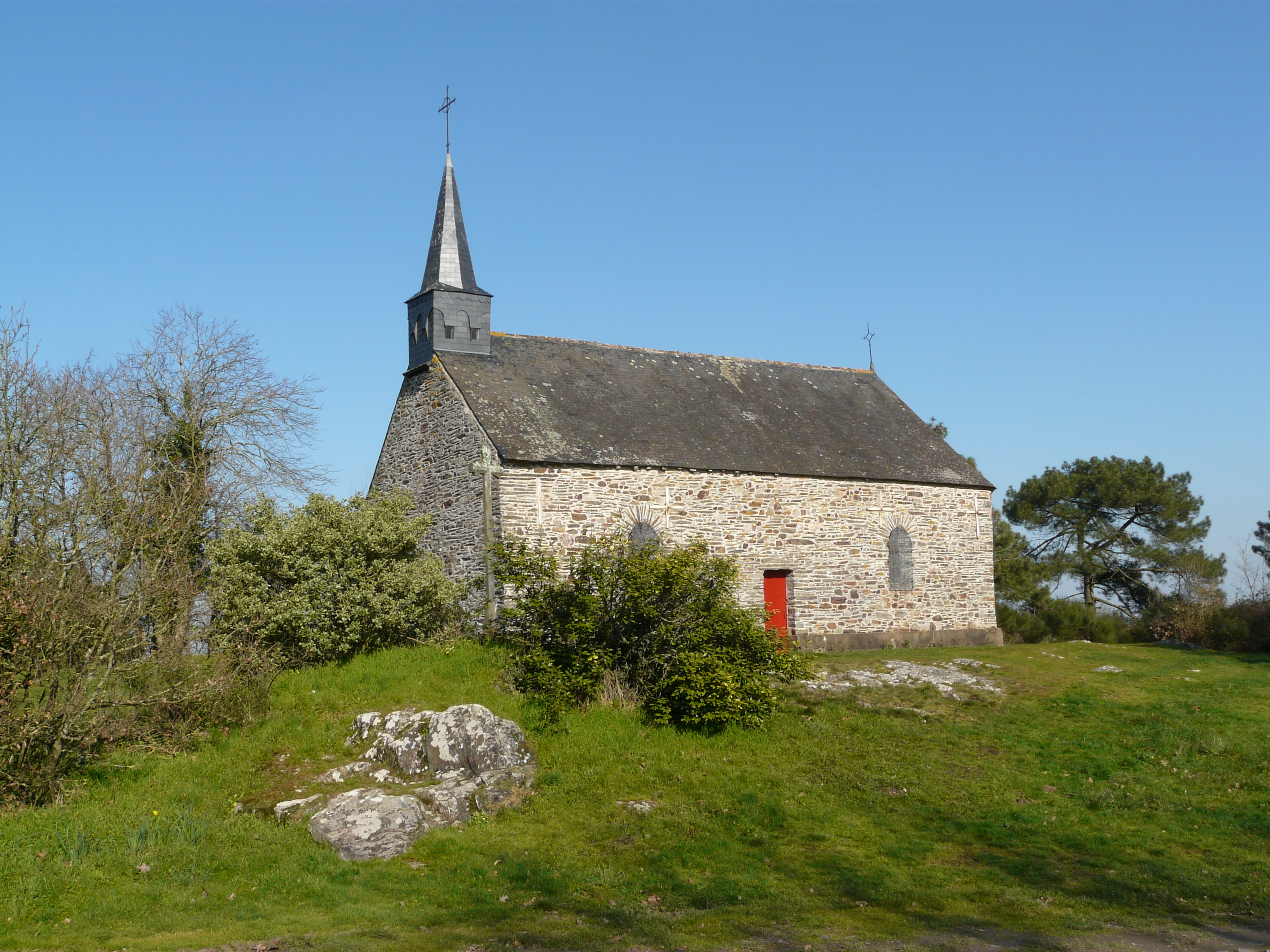
レサン礼拝堂
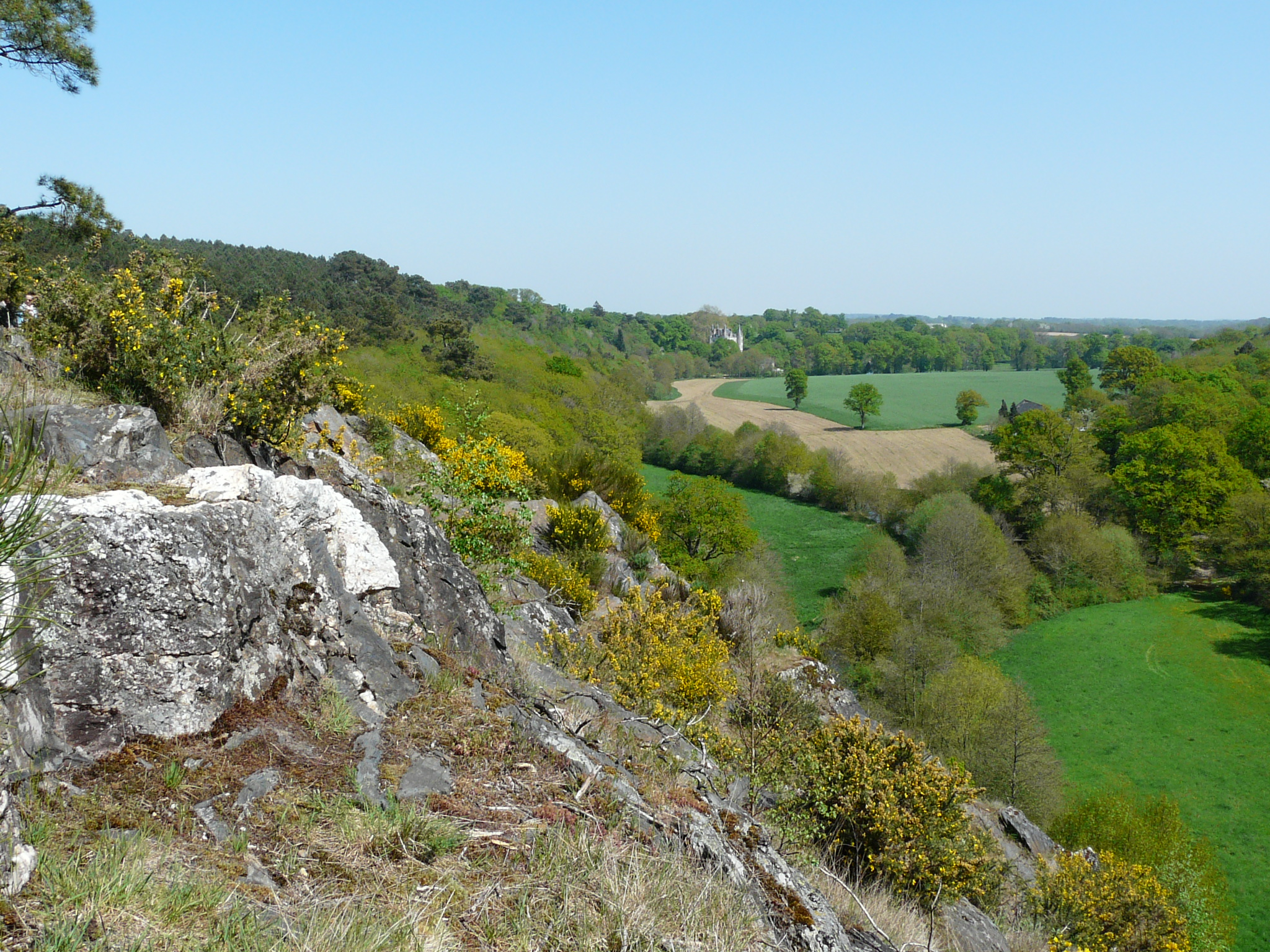
ゲムネ＝パンフォの語源になったという白い岩

## 姉妹都市
- クルセル、ベルギー